# Falda (carne)
La falda, filete de falda, o entraña es un corte de filete de ternera. Es largo, plano y apreciado por su sabor, más que por su ternura. No debe confundirse con el filete de flanco, un corte adyacente generalmente similar más cerca del cuarto trasero del animal.

## Sinónimos
En Chile, Argentina y Uruguay se le conoce como entraña; en esos países por falda se refiere a la parte inferior de las costillas que se troza en forma longitudinal, atravesando las mismas. Esta falda, a diferencia de la que trata este artículo, es un corte con hueso muy parecido a la tira de asado pero de inferior calidad.

## Características
Tanto el filete de falda interior como el exterior son la porción deshuesada y recortada del músculo del diafragma unida a las costillas 6a a 12a en la parte inferior de la placa corta. Este bistec está cubierto por una membrana resistente que se debe quitar antes de cocinar. 
El filete de falda interior a menudo se confunde con el filete de flanco, que es la cola de la casa de portería y los filetes de T-bone del lomo corto que se encuentra en el flanco. Tiene propiedades de cocción similares. 
En los Estados Unidos, la NAMP (Asociación Norteamericana de Procesadores de Carne) clasifica todos los filetes de falda. NAMP 121 se subdivide en el filete de falda exterior (exterior) (NAMP 121C) y el filete de falda interior (interior) (NAMP 121D). El filete de carne de res (NAMP 193) está adyacente a la falda más cerca del cuarto trasero del animal.

## Usos
La falda es el corte elegido para hacer fajitas, ranchera, salteado chino, churrasco, y en empanadas de Cornualles. 
Para minimizar la dureza y agregar sabor, los filetes de falda a menudo se marinan antes de asar a la parrilla, se sazonan muy rápido o se cocinan muy lentamente, generalmente estofados. Por lo general, se cortan contra el músculo antes de servir para maximizar la ternura. 
En la gastronomía peruana se denomina malaya, y es particularmente usada para la malaya frita.

## Galería

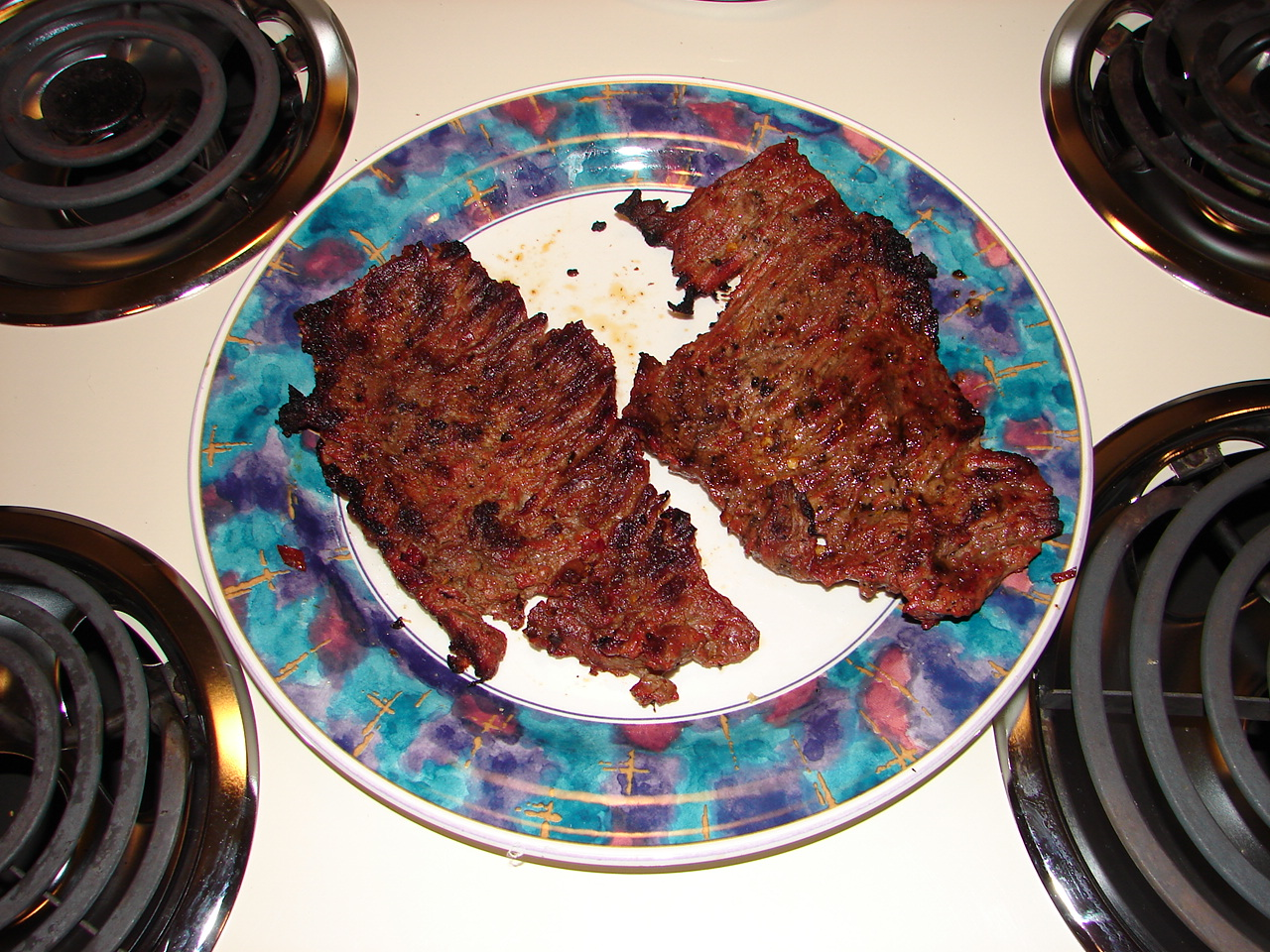
Arrachera (filete de falda que está ablandado y/o marinado), un plato popular mexicano.
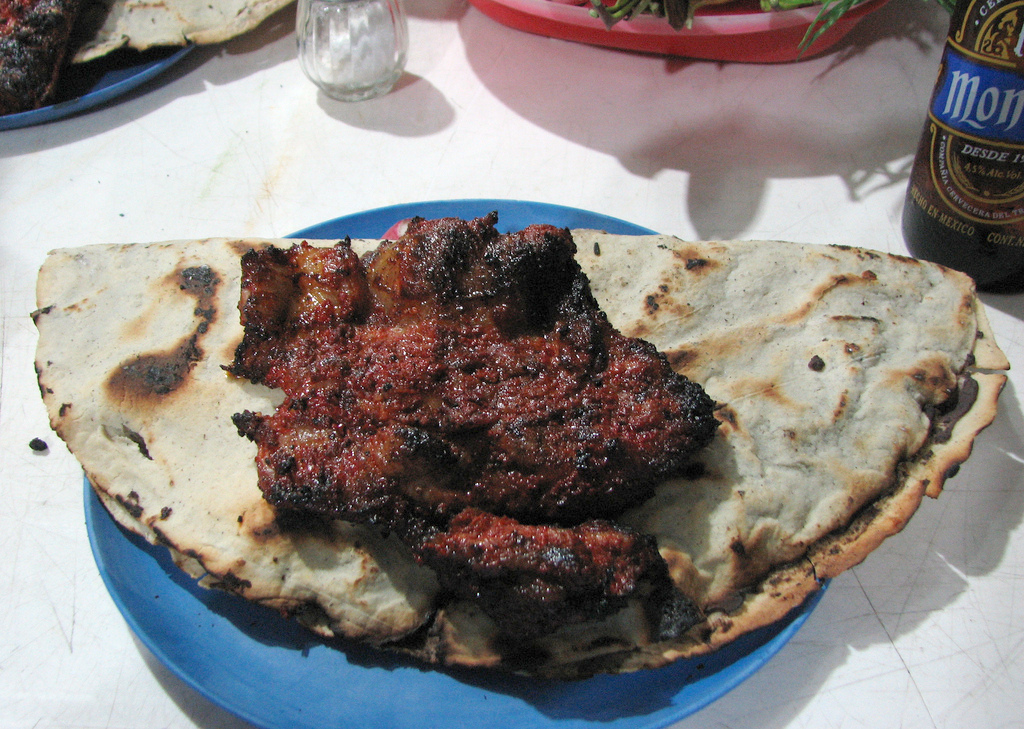
Una tlayuda en Oaxaca, servida con un trozo de filete de falda a la parrilla.